# Paracentrophyes
Paracentrophyes är ett släkte av djur som beskrevs av Higgins 1983. Paracentrophyes ingår i familjen Neocentrophyidae.
Kladogram enligt Catalogue of Life och Dyntaxa:
| Paracentrophyes | \| \| Paracentrophyes flagellatus \| \| \| \| \| \| Paracentrophyes praedictus \| \| \| \| \| \| Paracentrophyes quadridentatus \| \| \| \| |
|                 | \| \| Paracentrophyes flagellatus \| \| \| \| \| \| Paracentrophyes praedictus \| \| \| \| \| \| Paracentrophyes quadridentatus \| \| \| \| |
|                 | Neocentrophyes |
|                 | |
|                 | Paracentrophyes flagellatus |
|                 | |
|                 | Paracentrophyes praedictus |
|                 | |
|                 | Paracentrophyes quadridentatus |
|                 | |

|  | Paracentrophyes flagellatus    |
|  |                                |
|  | Paracentrophyes praedictus     |
|  |                                |
|  | Paracentrophyes quadridentatus |
|  |                                |